# فالنتينيان الأول
ڤالنتينيان الأول (321 - 375)، بالإنجليزية Valentinian I ، هو إمبراطور روماني حكم في سنة 364 حتى وفاته عام 375. كان والده جراتيان العظيم. تولى عرش الإمبراطورية الغربية وعين أخاه ڤالينز على عرش الإمبراطورية الشرقية. حكم بمقدرة وقوة مطلقة. أراد حماية الفقراء من خداع موظفي الحكومة وأعضاء مجلس الشيوخ الأقوياء وسمح أيضًا بالحريات الدينية.

## النشأة
ولد فالنتيان الأول في سنة 321 ميلادية بمدينة سيبالي بالقرب من المدينة التي تعرف الآن ببلجراد في صربيا. عمل جنديًا في القوات الرومانية. وفي عام 364م اختير إمبراطورًا خلفًا للإمبراطور جوفيان بعد وفاته. عين أخاه فالنس حاكمًا مساعدًا، ومنحه الولايات الشرقية ليحكمها. وطوال فترة حكمه تمردت عليه مجموعة القبائل الجرمانية في الشمال المعروفة بالألمانية، والقبائل الصحراوية في إفريقيا. وقضى فالنتينيان معظم فترة حكمه كإمبراطور في صراع مع الألمانيين الجرمان وقاد حملات ضدهم.
تولى الحكم على الإمبراطورية الرومانية الغربية وعاصمتها ميلان، ومعه أخاه ڤالنز على عرش الإمبراطورية الشرقية وذلك بموافقة مجلس الشيوخ.

## الحكم
كان فالنتيان هو جندي فظ مقطوع الصلة بالثقافة اليونانية يذكرنا بفسبازيان. وعين فلنتنيان أخاه الأصغر فالنز إمبراطوراً على الشرق، واختار هو لنفسه الغرب الذي كان يبدو أشد خطراً من الشرق. ثم أعاد تحصين حدود إيطاليا وغالة، وأعاد إلى الجيش قوته ونظامه، وصد مرة أخرى الغزاة الألمان إلى ما وراء نهر الرين، وأصدر من عاصمته ميلان تشريعات مستنيرة حرم فيها على الآباء قتل الأبناء، وأنشأ الكليات الجامعية، ووسع نطاق المساعدات الطبية الحكومية في روما، وخفض الضرائب، وأصلح النقد الذي انخفضت قيمته، وقاوم الفساد السياسي، ومنح جميع سكان الإمبراطورية حرية العقيدة والعبادة.
استمرت المملكة بعد وفاة يوڤيان ستة أيام خلواً من ماك واجتمع أقطاب المملكة وأركان الجنود في نيقية وروى سوزيموس أنهم عرضوا على سالوست أن يرتقي منصة الملك فأبى لشيخوخته ولم يشأ أن يتولاه ابنه لصغر سنه فأجمعوا على انتداب والنتنيان وكان رئيس فرقة من الحرس فسر الجنود بانتخابه فنادوا به ملكاً في 26 شباط سنة 364 وأخذ يخطب في الجنود فصاح بعضهم سائلين أن ينتخب له من ينتخب له من يشاركه في الملك مخافة أن يبقوا يوماً ما دون ملك كما عرض قبله مرتين فقال أيها الجنود إن لكم أن تنتخبوني ملكاً ولكن إذا ارتضيت الملك لم يبق لكم أن تقضوا بما يعود على المملكة بالنفع فلا أكره أن يكون لي شريك على أنه لابد لي في انتخابه من زمان أتدبر الأمر فيه فصمتوا وتهيبوه عالمين أن لهم ملكاً غيوراً على سلطته وبعد ثلاثة أيام جمع أركان جيشه ليستبشرهم في انتداب شريك له فقال له أحد القادة دون حياء (أيها العاهل المعظم إن أحببت أسرتك فاختر أخاك وإن أحببت المملكة فابحث عمن كان أكثر أهلية) فوارى الملك استياءه من هذا الكلام ورقى قائله بعدئذٍ إلى مقام القناصل (رواه اميان ك26 عد 2و4) وفي 28 مارس تلك السنة جعل أخاه والنس شريكاً له في الملك وكان عمر والنتنيان حينئذٍ 43 سنة وعمر أخيه 36 سنة وكان أبوهما غراسيان غير حسيب لكنه ترقى في المناصب إلى أن كان والياً في أفريقية ثم في بريطانيا واقتسم والنتنيان ووالنس الملك فأخذ الأول المغرب والثاني المشرق في أول ملكه.
أما والنتنيان فأباح جميع المسيحيين والوثنيين ممارسة فروض دينهم وحظر على الوثنيين استعمال السحر وتقدمة الضحايا ليلاً ثم منعهم من تقدمة الذبائح وأباحهم تقدمة البخور وسن شريعة حظر بها على المانويين والدوناتيين وسائر الهراطقة الاجتماعات الدينية وعاد بعد ذلك يرعي حرمة الكهنة الوثنيين ويحافظ على امتيازاتهم فكان كثير التقلب (اميان ك3 فصل9) وروى سوزومانس (ك6 فصل 7) أن بعض أساقفة المشرق أرسلوا إليه ايباسيان أسقف هرقلية يسألونه أن يرخص لهم بعقد مجمع لإصلاح تعليم الإيمان فأجابهم «إني من مصاف العامة فلا مدخل ليه في هذه الأمور التي هي من خاصات الأساقفة فلهم أن يجتمعوا حيث شاءوا» وروى القديس امبروسيوس (رسالة 13) عنه أنه قال «إنه لا يصلح أن يكون قاضياً بين الأساقفة» وقد سن شرائع عادلة ونافعة للمسيحيين منها تجديده أمر قسطنطين بالامتناع عن الأعمال القضائية أيام الآحاد وزاد عليه أنه حظر على العمال والقضاة تعقب المسيحيين في تلك الأيام وأمر تكرمة لعيد الفصح أن يخلى سبيل جميع المجرمين في هذا العيد ما خلا أصحاب الجرائم الكبيرة كالقتل والمجوسية والمتطاولين على الملك وقد كان ميالاً إلى القسوة أكثر من الحلم ومن أوامره أن الاكليريكيين لا يحاكمهم إلا اكليريكيون من مصافهم فلا يحاكم الأسقف مثلاً إلا أسقف نظيره وأن ما يحكم به على الإكليريكي من الغرامة يدفع إلى الفقراء لا إلى خزينة الحكومة وكان قسطنطين وابنه قسطنس أعفيا عقار الكنائس وأشخاص الكنسين من كل ضريبة غير عادية أو واضعة من قدر الاكليريكيين كالسخرة فنقض هذه الشريعة يوليان وجددها والنتنيان وكان الاكليريكيون يعفون من جميع التكاليف الشخصية لكن عقارهم أسوة غيره في الخراج العام ويظهر أن إعفاء الأشخاص المكرسين للعبادة من التكاليف الشخصية مأمور بشريعة طبيعية فإننا نجده عن الشعوب طرا وكانت هذه الشرائع عامة في المغرب والمشرق وقد اتفق الملكان عليها وقهر والنتنيان الألمانيين الذين كانوا قد استحوذوا على افرنسة وغيرهم من القبائل في أوروبا وأفريقيا وقضى بسورة حنق أنزلت به فالجأ سنة 375 وله ابنان غراسيان ووالنتنيان الثاني وذكر ودينكتون خطاً لاتينياً نسخة في أم الجمال (في حوران) وهو في عد 2058 كتب فيه ما ملخصه «لسلامة موالينا والنتنيان ووالنس وغراسيان الملوك الظافرين أبداً قد بنى هذا البرج يوليوس الكنت الشهير معلم الجنود الفرسان والمشاة في قنصلية مولانا گراسيان اغسطوس وبروبوس الرجل الشهير».

## السمعة
كان لهذا الإمبراطور عيوبه ونقاط ضعفه. من ذلك كان يقسو أشد القسوة على أعدائه؛ وإذا جاز لنا أن نصدق سقراط المؤرخ فإنه شرع الزواج باثنتين لكي يجيز لنفسه أن يتزوج جستينا، التي غالت زوجته في ووصف جمالها له. ومع هذا كله فقد كان موته العاجل 375 مأساة كبرى حلت بروما.